# Klara Takacs
Klara Takacs (Lengyeltóti, 24 de abril de 1945-21 de enero de 2017) fue una mezzosoprano húngara de trayectoria internacional. 
Debutó con la compañía del Metropolitan Opera de Nueva York en Washington D. C. como Adalgisa en Norma de Bellini junto a Renata Scotto en 1982. Cantó también en La Fenice de Venecia, la Opera de Viena, el Festival de Salzburgo y el Teatro Colón de Buenos Aires donde cantó Eudoxia de La Fiamma de Ottorino Respighi y Charlotte de Werther de Massenet, ambas en la temporada 1987.
Entre sus más destacados registros se cuentan “Rigoletto” de Verdi con Lucia Popp y Jaime Aragall, “Dom Sebastian” de Donizetti con Richard Leech,“Nerone" de Arrigo Boito ,” “Missa Solemnnis” y“L’Olimpiade”; así como “The Queen of Sheba” con Magda Kalmár y Siegfried Jerusalem. Su recital de canciones de Verdi fue especialmente alabado.